# كأس تونس للكرة الطائرة للسيدات 2023–24
كأس تونس للكرة الطائرة للسيدات 2023-2024 هو الموسم رقم 65 من كأس تونس للكرة الطائرة للسيدات.

## روابط خارجية
- الموقع الرسمي للجامعة التونسية للكرة الطائرة.